# Punto antipodal

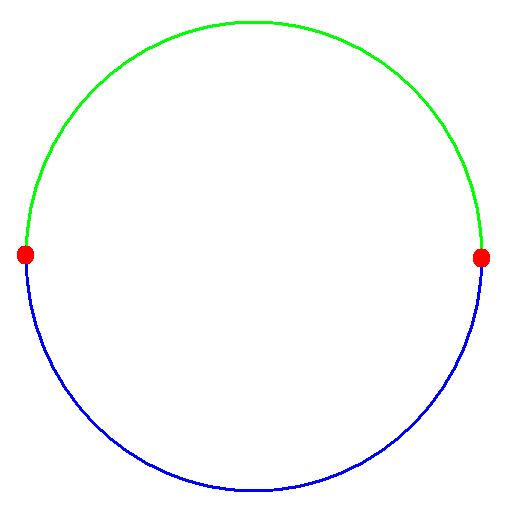
Los puntos antipodales en un círculo están alejados 180 grados.

En matemáticas, el punto antipodal de un punto en la superficie de una esfera es el punto que es diametralmente opuesto a él, de modo que una línea trazada de uno a otro pasa a través del centro de la esfera y forma un diámetro verdadero.
Este término se aplica a los puntos opuestos en un círculo o cualquier n-esfera.
A un punto antipodal a veces se llama una antípoda, una derivación regresiva de un préstamo lingüístico del griego antipodas, que originalmente significaba "opuesto a los pies".

## Teoría
En matemáticas, el concepto de puntos antipodales se generaliza a esferas de cualquier dimensión: dos puntos en una esfera son antípodas si son opuestos a través del centro; Por ejemplo, tomando el centro como origen, son puntos con vectores relacionados v y -v. En un círculo, estos puntos también se llaman diametralmente opuestos. En otras palabras, cada recta que pasa a través del centro se interseca con la esfera en dos puntos, uno por cada dirección hacia fuera del centro, y estos dos puntos son antípodas.
El teorema de Borsuk-Ulam es un resultado de la topología algebraica que trata con tales pares de puntos. Dice que cualquier función continua de Sn a Rn mapea un par de puntos antipodales en Sn al mismo punto en Rn. Aquí, Sn denota la esfera n-dimensional en el espacio (n + 1)-dimensional (donde la esfera "ordinaria" es S2 y un círculo es S1).
La aplicación antipodal A: Sn → Sn, definida por A(x) = -x, envía cada punto de la esfera a su punto antipodal. Es homotópico al mapa de identidad si n es impar, y su grado es (-1)n+1.

## Par de puntos antipodales en un polígono convexo
Un par antipodal en un polígono convexo es un par de puntos que admiten infinitas líneas paralelas que son tangentes a ambos puntos, incluidos en el antipodal, sin cruzar ninguna otra línea del polígono convexo.